# Oskū (kommunhuvudort i Iran)
Oskū (persiska: اسکو) är en kommunhuvudort i Iran.   Den ligger i provinsen Östazarbaijan, i den nordvästra delen av landet, 500 km nordväst om huvudstaden Teheran. Oskū ligger 1 512 meter över havet och antalet invånare är 16 983.
Terrängen runt Oskū är varierad. Runt Oskū är det tätbefolkat, med 459 invånare per kvadratkilometer. Närmaste större samhälle är Sardrūd, 12,5 km norr om Oskū. Trakten runt Oskū består i huvudsak av gräsmarker.